# 捷利康
捷利康（英語：Zeneca Group PLC）是英国制药业跨国公司。
1993年6月从帝国化学工业公司分出制药与农业化学业务成立该公司。在伦敦证交所上市。
1999年与瑞典制药业阿斯特拉公司合并为阿斯利康制药。